# José María Flores Burlón
José María Flores Burlón (Montevideo, 10 de febrer de 1955) és un boxejador professional retirat uruguaià.
Burlón va disputar un total de 115 combats, amb un palmarès de 96 victòries (47 per knockout), 11 derrotes i 8 empats. Va intentar, sense èxit, ser el primer boxejador uruguaià campió del món del pes semipesant.
Es va retirar després de guanyar el combat contra Reginaldo Dos Santos per knockout durant el sisè assalt el 29 de setembre del 2000, per mantenir el seu cinturó de Mundo Latino.